# Дан Аустралије
Дан Аустралије је званични национални дан Аустралије који се прославља 26. јануара. Њиме се обележава годишњица доласка прве флоте британских бродова у луку Џексон, у Новом Јужном Велсу, 1788. као и подизање заставе Велике Британије у Сиднејском заливу од стране гувернера Артура Филипа. У садашњој Аустралији, прославе су одраз разноврсности друштва и нације.